# ميا زاباتا
ميا كاثرين زاباتا (بالإنجليزية: Mia Zapata)‏ (25 أغسطس 1965 - 7 يوليو، 1993) المغنية الرئيسية في فرقة ذا جيتز في سياتل. بعد الحصول على الثناء في مشهد غرنج، تم قتل زاباتا في عام 1993 بينما كانت في طريقها إلى منزلها من مكان الموسيقى. لم تُحل الجريمة لمدة عقد قبل أن يُحاكم قاتلها، يسوع مزكيا، وأُدين وحُكم عليه بالسجن 37 عامًا. 

## الحياة والوظيفة
ولدت زاباتا ونشأت في لويفيل، كنتاكي. تعلّمت زاباتا كيفية عزف الجيتار والبيانو في سن التاسعة، وتأثرت بالبانك وكذلك موسيقى الجاز والبلوز ومغني آر آند بي مثل بيسي سميث وبيلي هوليداي وجيمي ريد وراي تشارلز وهانك وليامز وسام كوك.
في عام 1984، التحقت زاباتا بكلية أنطاكية الواقعة في يلو سبرينغز بولاية أوهايو، كطالبه في الفنون الحرة. في سبتمبر / أيلول 1986، هي وثلاثة أصدقاء شكّلوا فرقة موسيقى الروك ذا جيتز. في عام 1989، انتقلت الفرقة إلى سياتل، واشنطن. عثرت ميا على وظيفة في حانة محلية وانتقل أعضاء الفرقة الأربعة إلى منزل مهجور أطلقوا عليه اسم «ذا رات هاوس». أصدرت الفرقة سلسلة من الأغاني الفردية التي تم استقبالها بشكل جيد في تسميات التسجيل المستقلة المحلية من عام 1990 إلى عام 1991. وبما أن جيتز كانت تسمي نفسها في المشهد الموسيقي المحلي، فإنها غالبًا ما لعبت عروضًا مع فرقة أصدقائها، سيفين ييرز بيتش. في عام 1992، أصدرت الفرقة ألبومها الأول فرينشينج ذا بولي. ازدادت سمعتها بشكل تدريجي داخل مسرح الغرنج في سياتل، قبل أن تبدأ الفرقة العمل على ألبومها الثاني والأخير Enter: The Conquering Chicken ، الذي صدر في عام 1993.
جاءت زاباتا من عائلة ثرية ولكنها غالبًا ما كانت تعيش بدون وسائل راحة مادية. كما وصفها والدها: «ميا [عاشت] في عالمين مختلفين. عاشت على جانبين مختلفين من الشارع - الجانب المستقيم، مع المدارس الضيقة، وعائلة ثرية، ونوادي التنس. ولكن عندما عبرت الشارع الأمور المادية لم تكن تعني شيئًا لها». غالبًا ما أدت موسيقاها إلى رفض الراحة المالية، ولكن بغض النظر عن الوضع، تصف فاليري أغنية ميا بأنها «تحترم الاحترام والاهتمام على الفور».
كانت زاباتا مرتبطة بشكل جيد بمجتمعها. ويتذكر بيتر شيهي: «كانت ميا محور العديد من الدوائر الاجتماعية؛ شخصية مغناطيسية جذبت كل أنواع الناس الذين لم يسبق لهم أن التقوا.» في طريقها إلى جنازتها، ضاع والد زاباتا وتذكر العديد من الأشخاص الذين يحملون الورود الصفراء: تذكرة الدخول إلى خدمتها. حتى القاضي شارون أرمسترونغ، القاضي أثناء محاكمة قاتلها، سلط الضوء على زاباتا كفتاة «نابضة بالحياة بشكل استثنائي»، التي «كانت موهوبة بشكل واضح». «لقد أدهشتها مدى ارتباط زاباتا بالكثير من الناس».
تعاون الأعضاء المتبقون في جيتز مع جون جيت في عام 1995 لعمل ألبوم وجولة للاستفادة من التحقيق الخاص في مقتل ميا زاباتا. سميت الفرقة باسم ايفل ستيج" والتي تتحدث "جيتز لايف" إلى الخلف.
في فبراير 2013، ظهرت مسرحية بعنوان «هذه الشوارع» مستوحاة من ميا زاباتا وقصص موسيقيات أخريات في سياتل في مسرح ACT في سياتل. 

## ذا جيتز
الفرقة التي ضمت عازف الجيتار جو سولين وعازف الطبلة ستيف موريارتي وعازف القيثارات مات دريسدنر، اجتمعت في أوهايو عام 1986. وبعد عدة سنوات قررت الفرقة الانتقال إلى سياتل للاستمتاع بالمشهد الموسيقي المزدهر في المدينة. في أي وقت من الأوقات، تطورت الفرقة بشكل كبير وسط مشهد فاسق تحت الأرض في المدينة. كان الكثير يجمعهم مع فرق مثل نيرفانا وبيرل جام، لكن ميا جلبت صوت الأنوثة إلى مشهد الجرونج الذي لم يره بعد. على الرغم من أن المجموعة كانت تضم 75٪ من الرجال، إلا أن الفرقة ككل وميا زاباتا على وجه الخصوص اكتسبت شهرة كبيرة في أوساط المجتمع النسائي في سياتل في ذلك الوقت.
في عام 1990، بعد الانتقال إلى سياتل، ذهب جيتس في جولة دولية ناجحة للغاية، ونشر كلمة حول الفرقة، كل ذلك دون دعم تسمية قياسية. في عام 1992، صدر أول ألبوم مستقل لهم - Frenching the Bully. الألبوم كان يضرب مثل «آخر لقطة من ويسكي»، «الجلد الثاني»، و «إليك إلى اللعنة الخاص بك»، تلقي ملاحظات إيجابية. خلال تسجيل الألبوم الثاني، خططت الفرقة للقيام بجولة أمريكية وأوروبية كبيرة بالإضافة إلى العديد من العروض المحلية، في الوقت الذي كانت تتجاذبه مختلف بطاقات التسجيل. لسوء الحظ، قبل أن تنتهي المجموعة من إطلاق ألبومها الثاني، «أدخل: الدنوك المقنع»، صُدمت الفرقة بقتل مغنيها الرائد. استمرت الفرقة في صنع الموسيقى، ووجدت نجاحًا في هذا الألبوم الثاني بمفردات مثل «الأعشاب البحرية» و «الدم الثمين».

## القتل والتحقيق

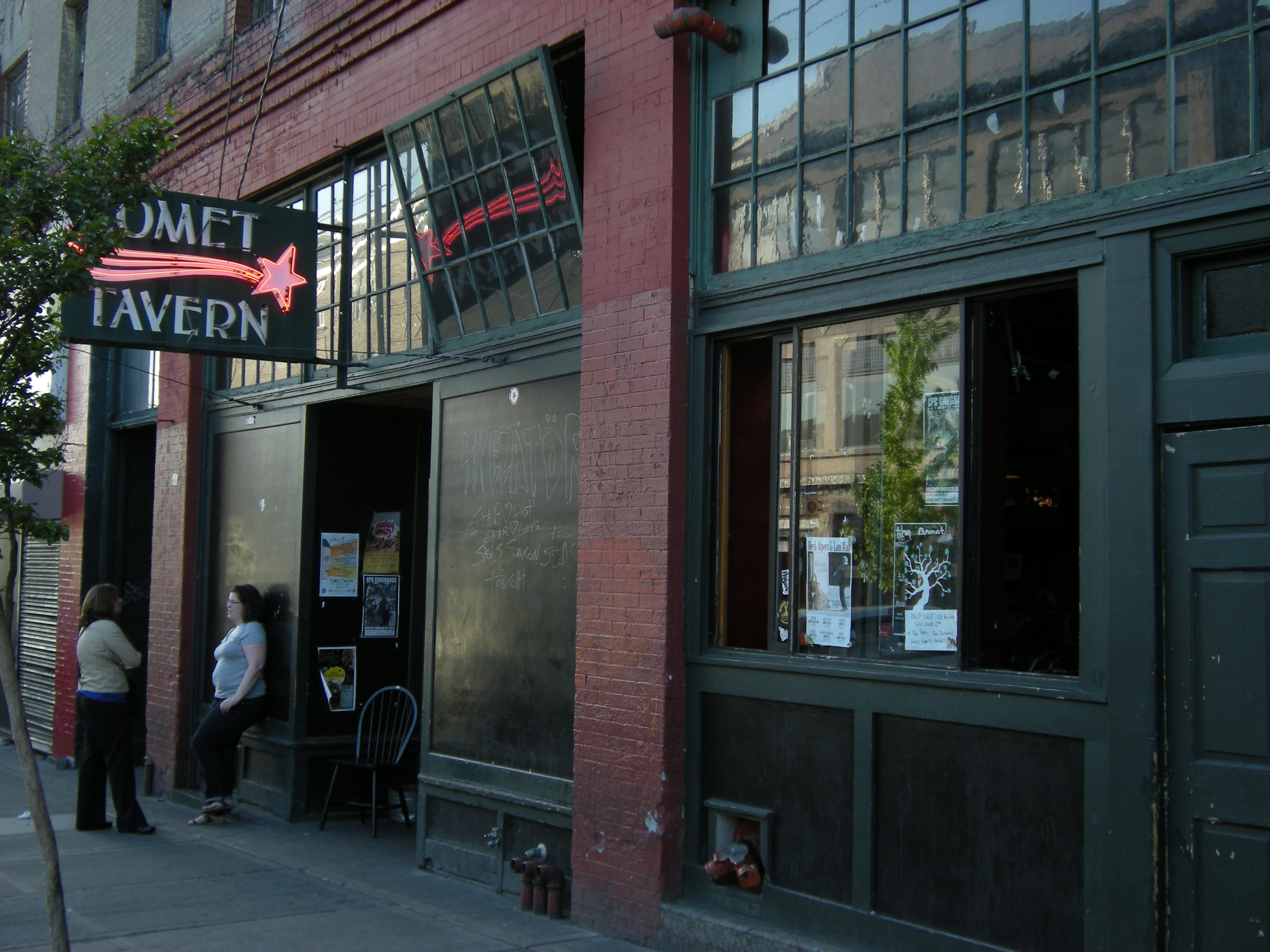
حانة كوميت في الكابيتول هيل

في حوالي الساعة الثانية صباحًا من يوم 7 يوليو 1993، غادرت زاباتا حانة كوميت في منطقة كابيتول هيل في سياتل. بقيت في مساحة استوديو في الطابق السفلي من مبنى سكني يقع على بعد بلوك واحد، وزار لفترة وجيزة أحد الأصدقاء الذي عاش في الطابق الثاني. كانت هذه آخر مرة شوهدت فيها على قيد الحياة. ربما تكون قد سارت على بعد بضعة مربعات غربًا أو شمالًا إلى شقة أحد الأصدقاء، أو ربما قرّرت أن تسلك المشي الطويل جنوبًا إلى منزلها.
تعرضت للضرب والاغتصاب والخنق في منطقة وسط سياتل. ويعتقد أنها صادفت مهاجمها بعد الساعة 2:15 ظهرا بقليل. ولم يتم التعرف على جسدها في بادئ الأمر لأنها لم تكن تعرف هويتها عندما عثر عليها. كشفت حلقة من البرنامج التلفزيوني Forensic Files أنه تم التعرف عليها بعد أن تم التعرف عليها من قبل الفاحص الطبي، الذي كان من المعجبين بـ جيتز وكان في حفلاتهم.
ووفقًا لمجلة ملفات الطب الشرعي، فقد سمع رجل على بعد صفيّن من حانة الكومت الصرخة حوالي الساعة الثالثة صباحًا. اكتشفت امرأة جسدها في الشارع حوالي الساعة الثالثة والنصف صباحًا، بالقرب من تقاطع شارع 24 جنوبًا وشارع واشنطن الجنوبي. المنطقة الوسطى. ووفقاً للفحص الطبي، إذا لم تكن قد خُنقت، لكانت قد ماتت من الجروح الداخلية التي تعرضت لها من الضرب. ووفقاً لوثائق المحكمة، وجد تشريح الجثة دليلاً على صراع عانى فيه زاباتا من آثار حادة على بطنها وكبد مزق.
تقع زاباتا في مقبرة كيف هيل في مسقط رأسها في لويزفيل. ساعد مجتمع الموسيقى في سياتل، بما في ذلك أشهر فرقه - نيرفانا، بيرل جام، ساوند جاردن، على جمع 70,000 دولار لتوظيف محقق خاص لمدة ثلاث سنوات. وقد جفت الأموال دون أي انقطاع كبير في القضية، لكن المحققة، لي هيرون، واصلت التحقيق في وقتها الخاص. في عام 1998، بعد خمس سنوات من التحقيق، قال محقق شرطة سياتل ديل تالمان: «نحن لا نقترب من حل القضية أكثر مما كنا بعد القتل».

## الاعتقال والمحاكمة

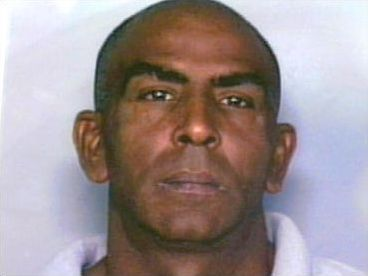
تصوير جنائي تعريفي على يسوع ميزيكا، اتخذت بعد اعتقاله في عام 2003

في عام 2003، تم القبض على صياد ولاية فلوريدا، يسوع ميزيكا، عام 2008 في هروب ماريل الجماعي، لارتباطه بقتل زاباتا. واختلف دليل الحمض النووي لربطه بشنط توجيه اتهامات ضده. تم استخراج صورة الحمض النووي من اللعاب الموجود في جسم زاباتا واحتفظ بها في التخزين البارد حتى تم تطوير تقنية تحليل التكرارات المزدوجة القصيرة لاستخراجها بالكامل. لا يؤيد العرض الأصلي في عام 2001 إلى إحراز نتيجة التحضير للمستقبل المنزلي والسطو والاعتداء، والبطارية. وقد جاءت جميع صديقاته السابقات وزوجتههان تقارير ضده. كان هناك أيضا تقرير عن التعرض غير لائق في ملف ضده في سياتل في غضون أسبوعين من مقتل زاباتا. معروف ذلك بين ميزيكا وزاباتا.
لم يشهد مزكيا أبداً في دفاعه، ولا يزال يحافظ على براءته. النظرية هي أنه رآها تترك الحانة وتتبعها مسافة قصيرة قبل أن يهاجمها. غطت سماعة رأسها أذنيها حتى لا تكون على علم بأي خطر إلى أن أمسك بها وسحبها إلى سيارته حيث اعتدى عليها في المقعد الخلفي. أدين مزكيا في عام 2004 وحكم عليه في البداية بـ 37 سنة، وهو ما استأنفه. ثم حكم عليه بالسجن لمدة 36 سنة. ميزيكا في السجن منذ يناير 2003.

## أثار الحادث
في أعقاب مقتلها، أنشأ الأصدقاء مجموعة للدفاع عن النفس أطلق عليها اسم Home Alive. الصفحة الرئيسية على قيد الحياة تنظيم الحفلات الموسيقية والألبومات الصادرة بمشاركة العديد من النخبة الموسيقية في سياتل. مثل نيرفانا، بيرل جام، ساوند جاردن، القلب، ورؤساء الولايات المتحدة الأمريكية. كما سجلت جوان جيت ألبومًا مع الأعضاء الباقين على قيد الحياة من Gits يسمى Evil Stig ("Gits Live" إلى الخلف). عرض مدرّسو مجموعة Home Alive مجموعة من الدورات، من إدارة الغضب واستخدام رذاذ الفلفل إلى فنون الدفاع عن النفس.
في عام 2005 تم إنتاج فيلم وثائقي بعنوان The Gits Movie ، عن حياة ميا زاباتا، و Gits ، ومشهد الموسيقى في سياتل. عرضه الأول حدث في مهرجان سياتل السينمائي الدولي في مايو من نفس العام. ظهرت نسخة أخرى من الفيلم بعد ذلك بعامين في مهرجان SXSW (جنوب الجنوب الغربي) لعام 2007. تم إصدار المقطع الأخير للفيلم بشكل مسرحي في أكثر من 20 مدينة في أمريكا الشمالية في 7 يوليو 2008، وهو الذكرى السنوية الخامسة عشر لوفاة زاباتا. في اليوم التالي تم إصدار الفيلم على قرص DVD مع أفضل قرص مضغوط من Gits (كلاهما من Liberation Entertainment).

## روابط خارجية
- ميا زاباتا على موقع IMDb (الإنجليزية)
- ميا زاباتا على موقع ميوزك برينز (الإنجليزية)
- ميا زاباتا على موقع أول موفي (الإنجليزية)
- ميا زاباتا على موقع أول ميوزيك (الإنجليزية)
- ميا زاباتا على موقع ديسكوغز (الإنجليزية)
- ميا زاباتا على موقع كينوبويسك (الروسية)

## روابط خارجيه
- الموقع الرسمي
- ميا زاباتا التسجيلات من ديسكاغز.كوم
- ميا زاباتا على موقع فايند أغريف